# Hanjin Shipping
Hanjin Shipping et ses filiales Keoyang Shipping, Senator Lines et CyberLogitec constituent les sociétés de transport maritime du groupe coréen Hanjin. Première compagnie de transport maritime coréenne, et une des plus importantes au monde, la société Hanjin Shipping dispose de 150 navires qui desservent 80 ports dans 35 pays.

## Histoire
En septembre 2016, Hanjin se place en redressement judiciaire. À la suite de cela, un tiers de sa flotte connait des difficultés pour décharger, et même s'amarrer, à cause du refus d'accès par différents ports notamment en Chine pour ses bateaux,. En février 2017, victime d'un endettement de 5 milliards d’euros, le groupe est déclaré en faillite par le tribunal de Séoul.

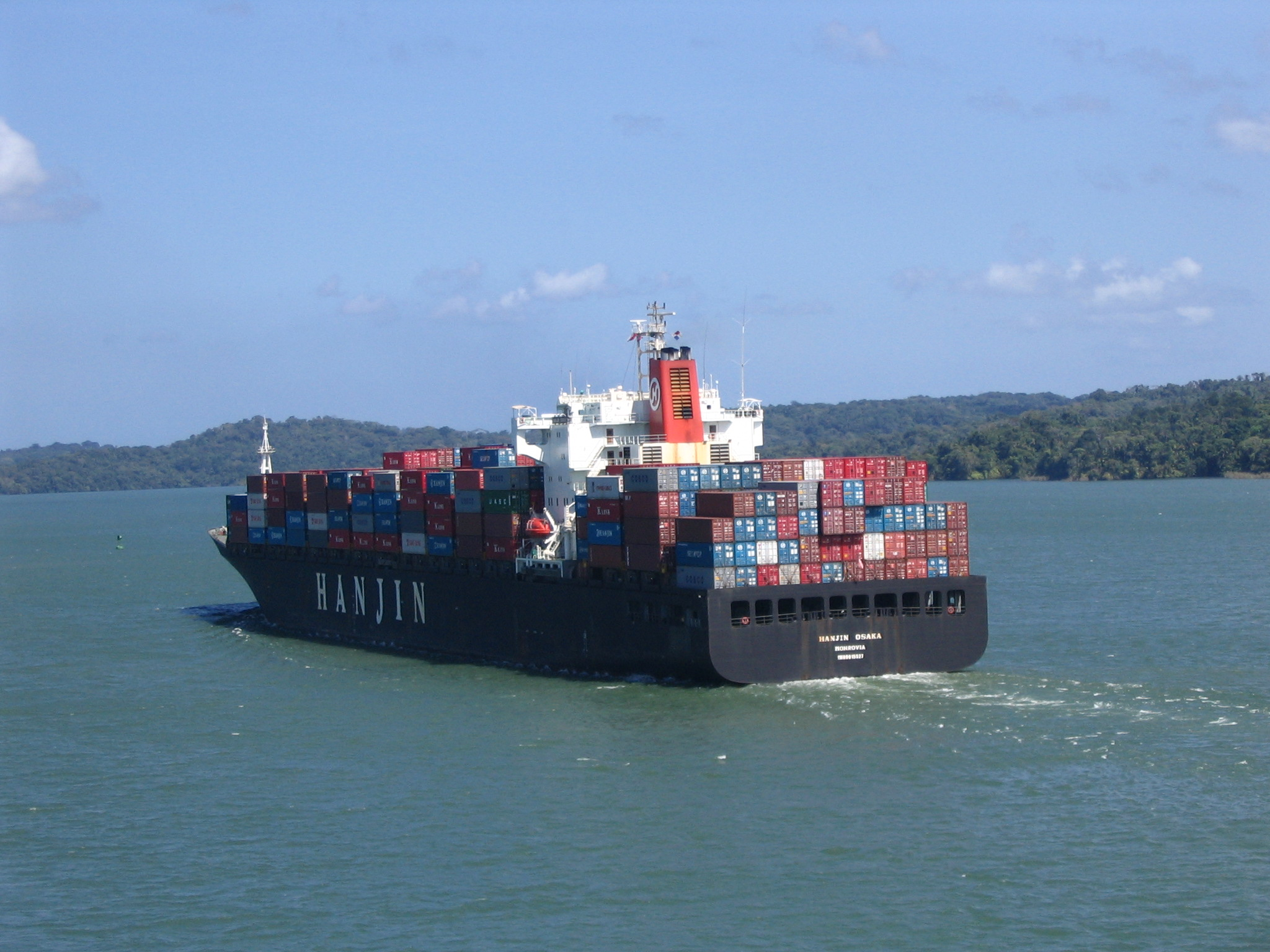
Le porte-conteneur Hanjin Osaka transitant le canal de Panama.